# Кліккумчін 18
Кліккумчін 18 (англ. Klickkumcheen 18) — індіанська резервація в Канаді, у провінції Британська Колумбія, у межах регіонального округу Томпсон-Нікола.

## Населення
За даними перепису 2016 року, індіанська резервація нараховувала 80 осіб, показавши скорочення на 8,0%, порівняно з 2011-м роком. Середня густина населення становила 351,3 осіб/км².
З офіційних мов обидвома одночасно не володів жоден з жителів, тільки англійською — 80. Усього 5 осіб вважали рідною мовою не одну з офіційних, з них усі — одну з корінних мов.
Працездатне населення становило 53,3% усього населення, рівень безробіття — 25%.

## Клімат
Середня річна температура становить 8°C, середня максимальна – 21,3°C, а середня мінімальна – -8,4°C. Середня річна кількість опадів – 498 мм.
| Клімат поселення                              | Клімат поселення | Клімат поселення | Клімат поселення | Клімат поселення | Клімат поселення | Клімат поселення | Клімат поселення | Клімат поселення | Клімат поселення | Клімат поселення | Клімат поселення | Клімат поселення | Клімат поселення |
| Показник                                      | Січ.             | Лют.             | Бер.             | Квіт.            | Трав.            | Черв.            | Лип.             | Серп.            | Вер.             | Жовт.            | Лист.            | Груд.            |                  |
| Середній максимум, °C                         | 3,58             | 6,08             | 9,90             | 13,39            | 17,56            | 20,96            | 21,08            | 21,26            | 17,07            | 11,50            | 5,53             | 2,08             |                  |
| Середня температура, °C                       | −2,38            | 0,13             | 3,93             | 7,42             | 11,60            | 15,00            | 18,00            | 18,20            | 14,01            | 8,43             | 2,47             | −0,96            |                  |
| Середній мінімум, °C                          | −8,35            | −5,83            | −2,02            | 1,46             | 5,63             | 9,04             | 14,95            | 15,15            | 10,96            | 5,38             | −0,57            | −4,02            |                  |
| Норма опадів, мм                              | 69               | 42               | 35               | 22               | 29               | 31               | 27               | 26               | 28               | 45               | 71               | 73               |                  |
| Середньомісячна швидкість вітру, м/с          | 2.05             | 2.11             | 2.40             | 2.64             | 2.42             | 2.40             | 2.20             | 2.00             | 1.82             | 1.96             | 2.04             | 2.02             |                  |
| Середньомісячна сонячна радіація, кДж/м²·день | 3318             | 6490             | 10892            | 15940            | 19583            | 21216            | 22047            | 18858            | 13321            | 7469             | 3673             | 2580             |                  |
| --------------------------------------------- | ---------------- | ---------------- | ---------------- | ---------------- | ---------------- | ---------------- | ---------------- | ---------------- | ---------------- | ---------------- | ---------------- | ---------------- | ---------------- |
| Джерело:                                      |                  |                  |                  |                  |                  |                  |                  |                  |                  |                  |                  |                  |                  |